# Avalancha
Avalancha è il quarto album studio degli Héroes del Silencio, gruppo rock spagnolo.

## Tracce
1. Derivas – 0:59
2. ¡Rueda, Fortuna! – 4:09
3. Deshacer el Mundo – 4:47
4. Iberia Sumergida – 5:17
5. Avalancha – 5:56
6. En Brazos de la Fiebre – 4:45
7. Parasiempre – 4:05
8. La Chispa Adecuada (Bendecida III) – 5:28
9. Días de Borrasca (Víspera de Resplandores) – 6:24
10. Morir Todavía – 4:14
11. Opio – 6:18
12. La Espuma de Venus – 6:13

## Componenti
- Enrique Bunbury - voce
- Joaquin Cardiel - Basso
- Juan Valdivia - Chitarra
- Pedro Andreu - Batteria
- Alan Boguslavsky - Chitarra ritmica